# ألان لينغ
ألان لينغ هو شخصية أعمال ومحامي وسياسي ماليزي، ولد في 19 فبراير 1983 في سيبو في ماليزيا. نشط حزبياً في حزب العمل الديمقراطي (ماليزيا).